# Diacantharius forticeps
Diacantharius forticeps är en stekelart som först beskrevs av Cameron 1909.  Diacantharius forticeps ingår i släktet Diacantharius och familjen brokparasitsteklar. Inga underarter finns listade i Catalogue of Life.